# شال شاك :نام '67
شال شاك:نام '67 (بالإنجليزية:Shellshock: Nam '67) ، هي لعبة إلكترونية من نوع الحرب والمعارك، أنتجت اللعبة سنة 2004 من قبل إيدوس إنتراكتيف ، وتعمل لأنظمة ألعاب الفيديو التالية: بلاي ستيشن 2 وإكس بوكس وويندوز مايكروسوفت .

## قصة اللعبة
تبدأ اللعبة لقدوم بطل اللعبة في شهر يناير عام 1967 ويدعى والكر إلى سايغون عاصمة فيتنام الجنوبية في ذلك الوقت، وركب مع رفقائه لفرقة جي.أي.أس التابعة للجيش الأمريكي ، وركبوا مروحية النقل سي إتش-47 شينوك ، والتي تنطلق من قاعدة تان سون ناهت الجوية، ويقوم بطل اللعبة ورفقائه في المشاركة لعمليات عسكرية في جنوب فيتنام لمطاردة عناصر مخربي فيت كونغ الموالية لفيتنام الشمالية، وفي إحدى مراحل اللعبة يقوم بطل اللعبة ورفقائه لمطاردة عناصر من فيت كونغ في مقاطعة كن توم الفيتنامية الجنوبية.
وفي إحدى مراحل اللعبة يقوم فيت كونغ بالأنتقام لقتل زعيم أحد المتمردين الفيتناميين الشماليين، وذلك لضرب القاعدة العسكرية الأمريكية وتدميرها نهائياً.

## الأغاني
أستخدمت منتجو اللعبة أخذ أغاني أمريكية التي تعود لحقبة الستينات، وعرضها على القائمة الرئيسية للعبة ومن خلال اللعبة نفسها يصمم القاعدة العسكرية التدريبية للقوات الأمريكية، بوضع مقاطع الأغاني الأمريكية الشهيرة، ومن أبرزها:
- بوبي بلاند - "Yield Not To Temptation"
- Country Joe and the Fish - "Bass Strings"
- إدي فلويد - "Big Bird"
- Eddie Kirk  [لغات أخرى]‏ - "The Hawg, Part One"
- Jimmy Powell & the Five Dimensions - "Sugar Babe"
- جون لي هوكر - "I Don´t Wanna Go To Vietnam"
- Juicy Lucy  [لغات أخرى]‏ - "Who Do You Love?"
- بيرسي سليدج - "Warm and Tender Love"
- روي أوربيسون - "In Dreams"
- Roy Orbison - Oh, Pretty Woman
- Sonny & Cher - "The Beat Goes On"
- ستيتاس كو - "Technicolour Dreams"
- The Carnaby - "Jump and Dance"
- المونكيز - "Someday Man"
- The Quik - "Bert's Apple Crumble"
- The Seeds - "Pushin' Too Hard"
- Small Faces  [لغات أخرى]‏ - "Don't Stop What You Are Doing"
- The Small Faces - "E Too D"
- ستيتاس كو - "(We Ain't Got) Nothin' Yet"
- تروجز - "66 5 4 3 2 1"
- The Truth - "I Go To Sleep"
- ترافيك - "Just For You"

## وصلات خارجية
- شال شاك :نام '67 على موقع IMDb (الإنجليزية)

- الموقع الرسمي